# Anoectangium walkeri
Anoectangium walkeri är en bladmossart som beskrevs av Brotherus 1899. Anoectangium walkeri ingår i släktet Anoectangium och familjen Pottiaceae. Inga underarter finns listade i Catalogue of Life.